# Antitype cuneigera
Antitype cuneigera là một loài bướm đêm trong họ Noctuidae.